# Lactarius torminosulus
Lactarius torminosulus é um fungo que pertence ao gênero de cogumelos Lactarius na ordem Russulales. Encontrado na Europa, foi descrito cientificamente por Knudsen e T. Borgen em 1996.